# Маэл Морда мак Мурхада
Маэл Морда мак Мурхада (ирл. Máel Mórda mac Murchada; ок. 965 — 23 апреля 1014) — король Лейнстера (1003—1014).

## Биография
Представитель септа Уа Фаэлайн, происходившего из клана Уи Дунлайнге. Сын Мурхада мак Финна (ум. 972), короля Лейнстера (966—972). Брат Гормлет инген Мурхада (ок. 960—1030).
В 1003 году после смещения короля Лейнстера Доннхада мак Домналла Клоэна (984—1003), представителя рода Уи Хеннселайг, Маэл Морда унаследовал королевский трон Лейнстера. Его владения находились вокруг современного города Нейс в среднем течении реки Лиффи (современное графство Килдэр).
В 1012 году Маэл Морда мак Мурхада поднял восстание против верховного короля Ирландии Бриана Бору (1002—1014). Тогда Бриан Бору женился на Гормлет инген Мурхаде, родной сестре Маэл Морды и вдове короля дублинских викингов Олава Кварана. В 1013 году Маэл Морда мак Мурхада, подстрекаемый своей сестрой Гормлет, заявил о своих претензиях на престол великих королей и вступил в направленный против Бриана Бору союз с её сыном и конунгом Дублина Ситриком Шёлковой Бородой.
23 апреля 1014 года противники встретились в кровавой битве при Клонтарфе. В этом сражении погибли и Бриан Бору, и Маэл Морда, но войско Мунстера одержал победу над объединенными силами Лейнстера и Дублина. После гибели Маэл Морды на королевский трон Лейнстера вступил Дунлайнг мак Туатал (ум. 1014), сын короля Лейнстера Туатала мак Аугайри (947—958). Затем правил Доникуан мак Дунлайнг (1014—1016), старший сын Дунлайнга.
У Маэл Морды был единственный сын Бран мак Маэл Морда (? — 1052), король Лейнстера (1016—1018), в 1018 году схваченный и ослеплённый королём дублинских викингов Ситриком Шёлковой Бородой.